# تيم ساندر
تيم ساندر (بالألمانية: Tim Sander)‏ هو ممثل ألماني، ولد في 27 يوليو 1978 ببرلين في ألمانيا.

## وصلات خارجية
- تيم ساندر على موقع IMDb (الإنجليزية)
- تيم ساندر على موقع ألو سيني (الفرنسية)
- تيم ساندر على موقع أول موفي (الإنجليزية)
- تيم ساندر على موقع قاعدة بيانات الأفلام السويدية (السويدية)
- تيم ساندر على موقع ديسكوغز (الإنجليزية)
- تيم ساندر على موقع قاعدة بيانات الفيلم (الإنجليزية)
- تيم ساندر على موقع كينوبويسك (الروسية)